# Болезнь Кирле
Болезнь Кирле — редкое заболевание кожи, которое проявляется нарушением кератинизации и проникновением ороговевших клеток в дерму.
Впервые заболевание описал в 1916 году австрийский дерматолог и патоморфолог Йозеф Кирле.

## Эпидемиология
Заболевание проявляется у людей в возрасте от 20 до 70 лет. Чаще страдают женщины.

## Этиология и патогенез
Генетическая предрасположенность к развитию этого заболевания не доказана, но описаны случаи заболевания среди родственников в одной семье при кровном родстве. 
В основе патогенеза лежит ускорение кератинизации и дифференцировки клеток эпидермиса, что приводит к образованию кератотических «пробок» с участками паракератоза. Эти «пробки» вызывают хроническую воспалительную реакцию в результате их проникновения в эпидермис и дерму. 

## Клиническая картина
Заболевание начинается постепенно. Проявляется появлением плотноватых папул с ороговеванием в центре в виде «пробки». В начале болезни папулы диаметром 2-3 мм, не отличающие по цвету. При прогрессировании заболевания папулы увеличиваются до 8-10 мм, цвет изменяется и становится сероватым, коричнево-красным. Иногда такие «пробки» можно спутать с бородавками. 
Локализация высыпаний: разгибательные поверхности голеней, ягодицы, лицо ,туловище, волосистая часть головы, редко -  ладони ,подошвы. Слизистые  не поражаются. Свежие высыпания могут немного зудить.

## Диагностика
Диагноз ставится на основании клинической картины и результатах гистологического исследования биоптатов кожи. При гистологии выявляют экстрафолликулярные инвагинации  эпидермиса, которые заполнены роговыми пробками с участками базофилии.

## Дифференциальная диагностика
Дифференциальную диагностику проводят со следующими заболеваниями:
- бородавчатый красный лишай;
- красный отрубевидный волосяной лишай;
- болезнь Дарье — Уайта;
- фолликулярный псориаз;
- Порокератоз Мибелли;
- простые бородавки
- стойкий лентикулярный гиперкератоз Флегеля[1].

## Лечение
При лечении болезни Кирле применяют системные ретиноиды, цитостатики, глюкокортикостероиды. При присоединении инфекции добавляют антибиотики. В зависимости от тяжести заболевания и поражения кожных покровов применяют местную или системную терапию. 

## Примечание
1. 1 2 3  Федеральные клинические рекомендации. Дерматовенерология: Болезни кожи. Инфекции, передаваемые половым путем. — Деловой экспресс, 2015. — 768 с. — ISBN 978-5-89644-123-6.
2. 1 2  В.В. Карпов. Болезнь Кирле (кератоз фолликулярный и парафолликулярный, проникающий): клинический случай (рус.) // Клиническая дерматология и венерология. — 2011.
3. ↑  Т.В. МЕЛЬНИКОВА, Г.Н. МИХЕЕВ, Н.Ю. БУРЦЕВА, Е.В. СОКОЛОВСКИЙ. Болезнь Кирле: дифференциальная диагностика и эффективность терапии пациента изотретиноином // Клиническая дерматология и венерология 2019, т. 18, № 6. — 2019.
4. ↑  М.Н. ГАДЖИМУРАДОВ. Клинические особенности болезни Кирле // КЛИНИЧЕСКАЯ ДЕРМАТОЛОГИЯ И ВЕНЕРОЛОГИЯ 1. — 2017.